# Rheinbrüder Karlsruhe
Die Rheinbrüder Karlsruhe e.V. sind ein am 1. Oktober 1922 gegründeter Sportverein in Karlsruhe. Handelte es sich ursprünglich um einen reinen Kanusportverein für Kanurennsport und Wildwasser, wurde er später auf die Bereiche Skisport und Segelsport ausgeweitet.
Die Kanurennsportler des Vereins erzielten zahlreiche Deutsche Meistertitel und mehrere Medaillengewinne bei Weltmeisterschaften. Erfolgreichstes Vereinsmitglied ist Olympiasieger Detlef Hofmann, der zur Zeit seines Erfolges allerdings für den WSV Mannheim-Sandhofen startete.

## Geschichte
Gegründet wurden die Rheinbrüder Karlsruhe am 1. Oktober 1922. Anfangs trainierte man nach Badeschluss im Badebecken des Rheinstrandbades Rappenwört. Die sogenannten Kanuten zogen 1936 auf die Insel Rappenwört im Stadtteil Daxlanden, wo ihr Bootshaus zwischen Altrheinarm und Rhein liegt. Die Kanurennmanschaft wurde 1948 aufgrund besserer Trainingsmöglichkeiten in den Rheinhafen Karlsruhe verlegt, wo sie zuerst im Bootshaus des Rudervereins KRV Wiking unterkamen, um schließlich 1959 daneben ein eigenes Bootshaus einzuweihen.
1929 wurde, sieben Jahre nach Gründung des Vereins, die systematische Trainingsarbeit aufgenommen, was den Aufstieg zu einer der Besten Kannurennsportmannschaften des Kreises mit sich zog.
Im Jugendbereich gewannen die Rheinbrüder 1949 in Starnberg die Deutsche Meisterschaft im Einer- und Zweierkanu, 1950 in Hannover die Jugendmeisterschaft im Zweierkanu.
1950 fand in Karlsruhe die erste internationale Regatta nach dem Zweiten Weltkrieg statt, 1953  folgten die Deutschen Kanu Meisterschaften. Diese entwickelten sich zum ersten großen Erfolg der Rheinbrüder, der ihnen sechs von sieben Deutschen Meisterschaften einbrachte.
1969 holten die Rheinbrüder Karlsruhe bei den Deutschen Meisterschaften vier Goldmedaillen, Junioren der Rheinbrüder nahmen an der Europäischen Juniorenmeisterschaft in Moskau teil.
1970 gewann Heiderose Wallbaum Bronze bei den Weltmeisterschaften im Vierer-Kajak, 1971 wurde sie Vizeweltmeisterin im Viererkanu und belegte im Zweier den fünften Rang bei den Olympischen Spielen in Montreal.
1977 und 78 holte die Mannschaft Silber- und Bronze, bei den Deutschen Meisterschaften gelang ihr der Titelgewinn im 6000-Meter-Einer sowie im Zweier.
1988 erreichten die Rheinbrüder einen Titel bei den ersten Schülermeisterschaften, 1989 drei weitere.
1990–92 wurden zwei Deutsche Meistertitel erlangt, 1992 wurde dem Verein das Grüne Band der Dresdner Bank für hervorragende Förderung verliehen.
1994 fanden die Deutschen Meisterschaften statt, die für die Rheinbrüder mit elfmal Gold, einmal Silber und einmal Bronze äußerst erfolgreich verliefen.

## Erfolgreiche Mitglieder
- Monika Bergmann
- Sarah Brüßler
- Arnd Goldschmidt
- Björn Goldschmidt
- Verena Hantl
- Judith Hörmann
- Silke Hörmann
- Detlef Hofmann
- Stefan Holtz
- Maren Knebel
- Sylvia Schneider
- Heiderose Wallbaum